# آیزایا لیورز
آیزایا لیورز (انگلیسی: Isaiah Livers؛ زادهٔ ۲۸ ژوئیهٔ ۱۹۹۸) بازیکن بسکتبال اهل ایالات متحده آمریکا است.